# Distrito de 24 Parganas sul
Pronunciação
24 Parganas sul (em bengali:  দক্ষিণ চব্বিশ পরগণা জেলা) é um distrito da Índia no estado de Bengala Ocidental. Código ISO: IN.WB.PS.
Compreende uma superfície de 9 960 km².
O centro administrativo é a cidade de Alipore.

## Demografia
Segundo o censo de 2011 contava com uma população total de 8 153 176 habitantes, dos quais 3 970 418 eram mulheres e 4 182 758 homens.